# 167 км (пост, Лубенський район)
167 кіломе́тр — залізничний пост Полтавської дирекції Південної залізниці.
Розташований біля села Пишне Лубенського району Полтавської області на лінії Гребінка — Ромодан між станціями Вили (4 км) та Лубни (9 км).
Станом на лютий 2020 року щодня чотири пари на день електропотягів прямують за напрямком Гребінка — Ромодан/Полтава-Південна/Огульці, проте не зупиняються.